# До последнего (мини-сериал)
«До последнего» (фр. Jusqu'au dernier) — французский детективный мини-сериал, производства компании Eléphant & Cie при участии France Televisions, AT-Production и RTBF. Автор сюжета — Микаэль Оливье, постановщик — Франсуа Вель, музыка Армана Амара. Демонстрировался в Бельгии с 29 июля 2014, во Франции с 26 августа по каналу France 3.

## Сюжет
Научный руководитель марсельского океанариума Фред Латур погибает в день своего рождения, разбившись при падении с крыши собственной загородной виллы, на глазах матери, жены и дочери. Смерть накануне подписания важного контракта с японцами вызывает подозрения у полиции, быстро приходящей к выводу об убийстве. Под подозрение попадают жена убитого, Карин Латур, руководство океанариума, принадлежащее к финансовой группе Тиссонов, коррумпированный политик, баллотирующийся в мэры города, и его преступное окружение.
В процессе следствия всплывают все новые криминальные подробности и семейные тайны, а преступники пытаются замести следы, одного за другим устраняя причастных к делу. Убийство Фреда Латура оказывается связанным со смертью его отца, мэра Марселя, погибшего на охоте 30 лет назад.

## В ролях
- Валери Карсенти — Карин Латур
- Брижит Фоссе — Элен Латур
- Флор Бонавентура — Сибиль Латур
- Лионель Астье — Манье
- Микаэль Абитбуль — Леклер
- Мари-Кристин Барро — Надеж Тессон
- Жан-Клод Буйон — Шарль Тессон
- Стефан Фрейс — Марк Кроуфорд
- Серж Дюпир — Рошетт
- Давид Байо — Готье
- Лоранс Кормере — Одре Данизе
- Поль Вель — Фабьен Коскас
- Франсуа Ферольто — Фред Латур
- Жак Ансен — Адриен
- Марсьяль Безо — Маттео

Недостаточно проработанный сценарий вызвал немало критических отзывов и привел к снижению зрительского интереса ближе к финалу мини-сериала, тем не менее, постановка номинировалась на Золотую нимфу за лучший мини-сериал на телевизионном фестивале в Монте-Карло в 2015.